# Xylopia obtusifolia
Xylopia obtusifolia este o specie de plante angiosperme din genul Xylopia, familia Annonaceae. A fost descrisă pentru prima dată de A. Dc., și a primit numele actual de la Achille Richard. Conform Catalogue of Life specia Xylopia obtusifolia nu are subspecii cunoscute.